# RJR 나비스코
RJR 나비스코는 1986년과 1999년 사이 존재했던 미국의 식품, 담배 기업이다. 
1986년 오레오와 리츠 과자를 보유한 제과회사 나비스코와 살렘, 윈스턴 담배를 보유한 담배회사 R.J. 레이놀즈가 합병해 설립되었다. 
1988년 10월, 미국 19위 대기업이던 RJR 나비스코의 로스 존슨 CEO가 돌연 LBO를 추진하겠다고 선언했다. 사모펀드 KKR & Co도 인수전에 뛰어들었고 "사상 최대 LBO 전쟁"이라 불리는 6주간의 치열한 싸움 끝에 사상 최고 금액인 250억 달러에 KKR에 매각되었다. 미국의 통화 공급 통계가 일시적으로 왜곡될 정도로 규모가 컸던 이 인수전은 월스트리트 저널의 두 기자에 의해 <문앞의 야만인들>이라는 논픽션 책의 주제가 되었고, ‘호황의 80년대’의 상징으로 남았다.